# Kimiko Date
Kimiko Date (クルム伊達公子 Kurumu Date Kimiko?,  nacida 28 de septiembre de 1970, Kioto, Japón) es una extenista profesional japonesa, que llegó a ser la más veterana entre las 100 mejores del ranking WTA. Llegó a las semifinales del Abierto de Australia de 1994, el Roland Garros de 1995, y el Campeonato de Wimbledon de 1996; y ganó el Torneo de Tokio cuatro veces. Alcanzó el puesto más alto de su carrera en el n.º 4 del mundo en 1995 y se retiró del tenis profesional en noviembre de 1996.
Tras un primer retiro en 1996 y cerca de doce años fuera de actividad de forma continua, en 2008 volvería a las pistas. Luego ganó su octavo título de la WTA en el Abierto de Corea de 2009, convirtiéndose en la segunda jugadora de mayor edad en la Era Abierta, después de Billie Jean King, en ganar un individual título en el WTA Tour. En 2013, ganó tres títulos de la gira de la WTA en dobles y en el Abierto de Estados Unidos de 2014, a los 43 años, alcanzó las semifinales de un torneo de dobles de Grand Slam por primera vez en su carrera. Su último partido como profesional fue la primera ronda del Torneo WTA de Tokio 2017, donde cayó por 0-6/0-6 ante Aleksandra Krunic, que le dedicó una reverencia a Date al terminar el partido. Kimiko se retira habiendo sido la jugadora de tenis más longeva de la historia, retirándose a los 47 años tras 28 años de carrera.
Ganó la medalla de oro en los Juegos Asiáticos de Hiroshima en 1994 en individuales y la medalla de bronce en los Juegos Asiáticos de Cantón en 2010.

## Títulos WTA (14; 8+6)

### Individuales
| Leyenda: Antes de 2009     | Leyenda: A partir de 2009 |
| -------------------------- | ------------------------- |
| Grand Slam (0)             |                           |
| Juegos Olímpicos (0)       |                           |
| WTA Tour Championships (0) |                           |
| Tier I (1)                 | Premier Mandatory (0)     |
| Tier II (3)                | Premier 5 (0)             |
| Tier III (3)               | Premier (0)               |
| Tier IV & V (0)            | International (1)         |

| Títulos por superficie |
| Dura (7-5)             |
| Hierba (0-0)           |
| Tierra batida (0-1)    |
| Moqueta (1-1)          |

#### Títulos (8)
| N.º | Fecha                    | Torneo           | Superficie  | Oponente en la final    | Resultado     |
| --- | ------------------------ | ---------------- | ----------- | ----------------------- | ------------- |
| 1.  | 12 de abril de 1992      | Tokio            | Dura        | Sabine Appelmans        | 7-5, 3-6, 6-3 |
| 2.  | 11 de abril de 1993      | Tokio (2)        | Dura        | Stephanie Rottier       | 6-1, 6-3      |
| 3.  | 16 de enero de 1994      | Sídney           | Dura        | Mary Joe Fernández      | 6-4, 6-2      |
| 4.  | 10 de abril de 1994      | Tokio (3)        | Dura        | Amy Frazier             | 7-5, 6-0      |
| 5.  | 5 de febrero de 1995     | Tokio (Pacífico) | Moqueta (i) | Lindsay Davenport       | 6-1, 6-2      |
| 6.  | 16 de abril de 1996      | Tokio (4)        | Dura        | Amy Frazier             | 6-4, 7-5      |
| 7.  | 25 de agosto de 1996     | San Diego        | Dura        | Arantxa Sánchez Vicario | 3-6, 6-3, 6-0 |
| 8.  | 27 de septiembre de 2009 | Seúl             | Dura        | Anabel Medina           | 6-3, 6-3      |

#### Finales (7)
| N.º | Fecha                    | Torneo           | Superficie    | Oponente en la final | Resultado        |
| --- | ------------------------ | ---------------- | ------------- | -------------------- | ---------------- |
| 1.  | 6 de abril de 1991       | Manhattan        | Dura          | Mónica Seles         | 3-6, 2-6         |
| 2.  | 2 de febrero de 1993     | Osaka            | Moqueta (i)   | Jana Novotna         | 3-6, 2-6         |
| 3.  | 14 de septiembre de 1993 | Tokio (Nichirei) | Dura          | Amanda Coetzer       | 3-6, 2-6         |
| 4.  | 19 de marzo de 1995      | Miami            | Dura          | Steffi Graf          | 1-6, 4-6         |
| 5.  | 4 de abril de 1995       | Tokio            | Dura          | Amy Frazier          | 6-7(5), 5-7      |
| 6.  | 16 de mayo de 1995       | Estrasburgo      | Tierra batida | Lindsay Davenport    | 6-3, 1-6, 2-6    |
| 7.  | 17 de octubre de 2010    | Osaka            | Dura          | Tamarine Tanasugarn  | 5-7, 7-6(4), 1-6 |

### Dobles
| Leyenda: Antes de 2009     | Leyenda: A partir de 2009 |
| -------------------------- | ------------------------- |
| Grand Slam (0)             |                           |
| Juegos Olímpicos (0)       |                           |
| WTA Tour Championships (0) |                           |
| Tier I 0)                  | Premier Mandatory (0)     |
| Tier II (0)                | Premier 5 (0)             |
| Tier III (1)               | Premier (0)               |
| Tier IV & V (0)            | International (5)         |

| Títulos por superficie |
| Dura (5-4)             |
| Hierba (0-0)           |
| Tierra batida (1-0)    |
| Moqueta (0-0)          |

#### Títulos (6)
| N.º | Fecha                 | Torneo       | Superficie    | Compañera          | Oponentes en la final               | Resultado           |
| --- | --------------------- | ------------ | ------------- | ------------------ | ----------------------------------- | ------------------- |
| 1.  | 21 de abril de 1996   | Tokio        | Dura          | Ai Sugiyama        | Amy Frazier Kimberly Po             | 7-6(6), 6-7(6), 6-3 |
| 2.  | 16 de octubre de 2011 | Osaka        | Dura          | Shuai Zhang        | Vania King Yaroslava Shvedova       | 7-5, 3-6, [11-9]    |
| 3.  | 15 de abril de 2012   | Copenhague   | Dura (i)      | Rika Fujiwara      | Sofia Arvidsson Kaia Kanepi         | 6-2, 4-6, [10-5]    |
| 4.  | 3 de febrero de 2013  | Pattaya City | Dura          | Casey Dellacqua    | Akgul Amanmuradova Alexandra Panova | 6-3, 6-2            |
| 5.  | 7 de abril de 2013    | Monterrey    | Dura          | Timea Babos        | Eva Birnerová Tamarine Tanasugarn   | 6-1, 6-4            |
| 6.  | 25 de mayo de 2013    | Estrasburgo  | Tierra batida | Chanelle Scheepers | Cara Black Marina Erakovic          | 6-4, 3-6, [14-12]   |

#### Finales (4)
| N.º | Fecha                    | Torneo    | Superficie | Compañera      | Oponentes en la final            | Resultado        |
| --- | ------------------------ | --------- | ---------- | -------------- | -------------------------------- | ---------------- |
| 1.  | 12 de abril de 1992      | Tokio     | Dura       | Stephanie Rehe | Amy Frazier Rika Hiraki          | 7-5, 6-7(5), 0-6 |
| 2.  | 20 de septiembre de 2009 | Guangzhou | Dura       | Tiantian Sun   | Olga Govortsova Tatiana Poutchek | 6-3, 2-6, [8-10] |
| 3.  | 26 de febrero de 2012    | Monterrey | Dura       | Shuai Zhang    | Sara Errani Roberta Vinci        | 2-6, 6-7(6)      |
| 4.  | 14 de octubre de 2012    | Osaka     | Dura       | Heather Watson | Raquel Kops-Jones Abigail Spears | 1-6, 4-6         |